# Primera de Ascenso 2005
El campeonato de la Primera de Ascenso 2005 del fútbol paraguayo, llamado Homenaje a las Víctimas del 1º de Agosto, fue el sexagésimo cuarto campeonato oficial de la Primera de Ascenso organizado por la Asociación Paraguaya de Fútbol (APF). Se dio inicio el 9 de abril y finalizó el 6 de noviembre.
Tanto el campeón como el subcampeón ascendieron a la División Intermedia, y los dos equipos con menor puntaje al final de la temporada descendieron a la Segunda de Ascenso.
Se consagró campeón por segunda vez el Club Rubio Ñu de Asunción.

## Sistema de competición
El modo de disputa implementado fue, como en temporadas anteriores y similar a las de categorías superiores, el de todos contra todos a partidos de ida y vuelta, es decir a dos rondas compuestas por trece jornadas cada una con localía recíproca. Se convierte en campeón el equipo que acumula la mayor cantidad de puntos al término de las 30 jornadas. En caso de haberse producido igualdad entre dos contendientes, habrían definido el título en un partido extra. Si hubieran sido más de dos, se resolvía según los siguientes parámetros:
1) saldo de goles;
2) mayor cantidad de goles marcados;
3) mayor cantidad de goles marcados en condición de visitante;
4) sorteo.

## Producto de la clasificación
- El torneo coronó al 64° campeón en la historia de la Primera de Ascenso.

- Tanto el campeón como el subcampeón del torneo, obtuvieron directamente su ascenso a la División Intermedia.

- Los dos equipos que obtuvieron el menor puntaje en el torneo, descendieron a la Segunda de Ascenso.

## Ascensos y descensos
| Ascendidos a la División Intermedia                       |
| --------------------------------------------------------- |
| Club Silvio Pettirossi (Campeón de la Primera de Ascenso) |

| Descendidos a la Segunda de Ascenso                     |
| ------------------------------------------------------- |
| Atlántida (Peor puntaje en la temporada pasada)         |
| Recoleta (Segundo peor puntaje en la temporada pasada)  |
| Pilcomayo (Segundo peor puntaje en la temporada pasada) |

| Ascendidos de la Segunda de Ascenso                          |
| ------------------------------------------------------------ |
| 29 de Septiembre (Ganador del Grupo A en el hexagonal final) |
| 3 de Noviembre (Ganador del Grupo B en el hexagonal final)   |

| Descendidos de la División Intermedia                    |
| -------------------------------------------------------- |
| San Lorenzo (Peor puntaje en la temporada pasada)        |
| Cerro Corá (Segundo peor puntaje en la temporada pasada) |

## Equipos participantes
| Equipos              | Fundación                | Ciudad               | Estadio                   | Capacidad |
| -------------------- | ------------------------ | -------------------- | ------------------------- | --------- |
| 29 de Septiembre     | 30 de abril de 1942      | Luque                | Molino                    | 1.000     |
| 3 de Noviembre       | 15 de mayo de 1959       | Asunción             | Dr. Rubén Ramírez         | 1.500     |
| Ameliano             | 6 de junio de 1936       | Asunción             | José Tomás Silva          | 2.000     |
| Colegiales           | 7 de enero de 1977       | Asunción             | Profesor Luciano Zacarías | 4.500     |
| Cerro Corá           | 1 de marzo de 1925       | Asunción             | General Andrés Rodríguez  | 6.000     |
| General Caballero CG | 10 de febrero de 1948    | Luque                | 26 de Febrero             | 1.600     |
| General Díaz         | 7 de enero de 1977       | Luque                | General Adrián Jara       | 300       |
| Humaitá              | 19 de febrero de 1932    | Mariano Roque Alonso | Pioneros de Corumba Cué   | 7.000     |
| Independiente        | 20 de septiembre de 1925 | Asunción             | Ricardo Gregor            | 500       |
| Presidente Hayes     | 8 de noviembre de 1907   | Asunción             | Kiko Reyes                | 5.000     |
| Pilcomayo            | 9 de junio de 1915       | Mariano Roque Alonso | Agustín Báez              | 800       |
| Resistencia          | 27 de diciembre de 1917  | Asunción             | Tomás Began Correa        | 5.700     |
| Rubio Ñu             | 24 de agosto de 1913     | Asunción             | Estadio La Arboleda       | 4.500     |
| San Lorenzo          | 17 de diciembre de 1930  | San Lorenzo          | Ciudad Universitaria      | 5.000     |
| Tembetary            | 3 de agosto de 1912      | Ypané                | Ypané                     | 5.000     |
| Trinidense           | 11 de agosto de 1935     | Asunción             | Martín Ledesma            | 3.000     |

## Clasificación
| Pos. | Equipos              | PJ | PG | PE | PP | GF | GC | Dif. | Pts. |
| ---- | -------------------- | -- | -- | -- | -- | -- | -- | ---- | ---- |
| 1.   | Rubio Ñu             | 28 | 20 | 4  | 4  | 60 | 30 | 30   | 64   |
| 2.   | Trinidense           | 28 | 18 | 7  | 3  | 56 | 25 | 31   | 61   |
| 3.   | Cerro Corá           | 28 | 15 | 6  | 7  | 62 | 46 | 16   | 51   |
| 4.   | Resistencia          | 28 | 12 | 9  | 7  | 46 | 39 | 7    | 45   |
| 5.   | Colegiales           | 28 | 11 | 8  | 9  | 54 | 43 | 11   | 41   |
| 6.   | Tembetary            | 28 | 11 | 7  | 10 | 41 | 43 | -2   | 40   |
| 7.   | San Lorenzo          | 28 | 9  | 12 | 7  | 32 | 29 | 3    | 39   |
| 8.   | 29 de Septiembre     | 28 | 10 | 8  | 10 | 59 | 59 | 0    | 38   |
| 9.   | Independiente        | 28 | 11 | 3  | 14 | 48 | 52 | -4   | 36   |
| 10.  | Presidente Hayes     | 28 | 9  | 7  | 12 | 37 | 41 | -4   | 34   |
| 11.  | General Díaz         | 28 | 7  | 11 | 10 | 31 | 41 | -10  | 32   |
| 12.  | 3 de Noviembre       | 28 | 7  | 8  | 13 | 38 | 47 | -9   | 29   |
| 13.  | Humaitá              | 28 | 7  | 8  | 13 | 50 | 66 | -16  | 29   |
| 14.  | General Caballero CG | 28 | 6  | 3  | 19 | 38 | 62 | -24  | 21   |
| 15.  | Ameliano             | 28 | 4  | 5  | 19 | 31 | 60 | -29  | 17   |

|  |                                                                 |
|  | Campeón. Ascendido en forma directa a la División Intermedia    |
|  | Subcampeón. Ascendido en forma directa a la División Intermedia |
|  | Descendido a Segunda de Ascenso                                 |

## Campeón
|                      |
| Rubio Ñu 2.do título |